# 小金井ストーカー殺人未遂事件
小金井ストーカー殺人未遂事件（こがねいストーカーさつじんみすいじけん）は、2016年5月21日に東京都小金井市で発生した殺人未遂事件。当時芸能活動を行っていた20歳の女性Aのファンを自称する男Bが、TwitterなどのSNS上でストーカー行為を繰り返した後、ライブ会場である小金井市内のライブハウスでナイフで刺殺しようとし重体に陥らせた。

## 概要

### 事件当日
2016年5月21日午後5時5分、Aの携帯電話より、東京都小金井市内のライブハウスから110番通報があった。警視庁は被害女性が110番緊急通報登録システムに登録していたため、位置情報を確認せず現場ではなく、Aの自宅に警察官を派遣。その1分45秒後に目撃者より通報があり警察が現場に駆けつけた。警察はその場にいたBを傷害の現行犯で逮捕し、後にBが「殺すつもりでやった」と供述したことから容疑を殺人未遂と銃刀法違反に切り替え送検した。

### 事件前
Bは同年1月中旬より、AのTwitterアカウントに接触しようと試み、当初はAに対し好意を持った書き込みが目立っていた。しかし1月22日より嫉妬心によるものと見られる不穏な書き込みが増加し、同年4月には「ほんと、嫌な女」「そのうち死ぬから安心して」といった攻撃的な書き込みをAに向けるようになった。
こうしたBのストーカー行為に対し、Aは警視庁武蔵野警察署に書き込みをやめさせるよう相談したが、武蔵野警察署は「（Aに）恐怖心が見られなかった」として一般相談として処理し、ストーカー事案などに一元的に対応する警視庁の専門部署に連絡しなかった。
またAの母親は、京都府に住むBの嫌がらせを止めさせるよう京都府警察に相談していたが、これに対して京都府警は「警視庁に相談するように」と伝えるのみで、たらい回し的な対応に終始していた。

## 人物

### 被害者
Aは当時、東京都内の私立大学に在籍する大学生で、女優やシンガーソングライターとしても活動していた。なお事件当初は、かつてAがアイドル的な活動を行っていたことから「アイドル刺傷」とした見出しがマスメディアに掲載され、Aを「地下アイドル」と表現していたメディアもあったが、その後、第三者の抗議により事実関係の誤りが判明し、後の報道では「アイドル」等の表記を修正した。
Aは事件後、病院に救急搬送されたが、20箇所以上を刺されたため、一時は心肺停止状態となり、その後も長い間意識不明の重体に陥っていた。この間に発生した流言を払拭する目的で、元ジャニーズJr.でAの友人を名乗る者が、自身のTwitterアカウントでAの容態を報告した。同年6月3日頃、Aは意識を取り戻し、一命を取り留めたものの、一部の神経が麻痺し、視野狭窄が残り、また男性恐怖症など心的外傷後ストレス障害（PTSD）を負うなど、心身に重い後遺症が残った。

### 加害者
Bは群馬県伊勢崎市出身。事件当時は京都府京都市右京区に在住する会社員で、Aのファンを自称していた。
Bは「君を嫌いな奴はクズだよ」というアカウント名のTwitterアカウントでAと接触を試みたものの、Aからの返信がなかったことに腹を立て、一方的に送り付けたプレゼントを返却するようAに要求した。これを受け、AはBに要求された通りに、Bから贈られた腕時計を返却したが、これが火に油を注ぐ形となってBはますます逆上してTwitterでの書き込みを過激化させた。その後、犯行直前のライブ会場付近でBがAと直接交わした口論を契機に、Bは犯行に及んでいる。
Bは警察の取り調べに対し、犯行の動機として、自分がプレゼントとして贈った腕時計を、Aから直接返送されて逆上して殺害を計画したと供述した（ただし上述の通り、Aに対し腕時計を返せと要求したのはBであり、AはBの要求に従っただけである）。
Bは事件当日、自身のブログに「行ってきます」と残し、自宅のある京都より移動。Bはライブ会場付近で、Aが現れるまで長い時間待ち伏せし襲撃の機会をうかがっていた。Aが小金井市のライブ会場に入ろうとする前、その付近でBと接触。AはBを無視しつつ「助けて」と110番通報した。
その後Aは、Bに対して直接、ライブ会場内に立ち入らないよう諭すが、110番したAに対してBは激高し、口論の末、犯行に及んだ。Bは犯行後に自ら東京消防庁に119番通報したが、それは「かわいそうと思った」からだと述べている。またBは犯行後、血まみれになって倒れているAに対し「生きたいの?生きたくないの?」と声を掛けている。
Bは、警視庁小金井警察署の取り調べに対し、犯行の動機として、Aからのプレゼントの返送や、Twitterでブロックされたことを挙げた上で「Aと結婚したかった」と述べた。
警視庁は、東京地方検察庁立川支部に殺人未遂罪と銃刀法違反の容疑でBを送致。東京地検は、Bの精神鑑定のため、3か月間の鑑定留置することを、東京地裁立川支部に請求し認められた。Bは精神鑑定の結果、責任能力ありと判断され起訴された。

#### 事件前の加害者
またBはこの事件以前にも、A以外の女性に対してSNS等で嫌がらせを繰り返していた。2013年には芸能活動を行う10代女性のブログに対し、脅迫的な書き込みを残したとして警視庁より呼び出しがあったものの、Bは出頭しなかった。さらに事件前年の2015年12月には、滋賀県在住の女性からも、Bからの嫌がらせについて滋賀県警察に相談があった。しかしこうした各地の警察への相談情報が共有され、事件発生防止に生かされることはなかった。
伊勢崎市に住むBの兄は、Bについて「自分の感情を表現するのが下手で、溜め込んでは感情を爆発させる事が多かった」と評した。Bは幼少期に柔道を始め、中学時代に県大会での優勝経験もあった。また、Bの知人の一部は事件後の取材に対し、Bは子供に人気があり「無口で優しい」と評した。しかし柔道では活躍する一方で人間関係がうまくいっておらず、中学生時代の同級生は、Bの様子を「普段から口数が少なくて、部活の後も一人で帰っていたし、女関係の話が出たことも一切ありませんでした」と評した。
また、Bは波多野結衣のバスツアーに参加し、彼女のアダルトビデオに出演したこともあった。

## 裁判

### 第1回公判
Bは殺人未遂と銃刀法違反の罪で起訴され、2017年2月20日の初公判（於東京地方裁判所立川支部、裁判員制度）で起訴内容を認めた。検察側はBについて「Aに相手にされない場合はAを殺そうと考え、ナイフを購入した」と指摘した。一方、弁護側は冒頭陳述で、Bが自ら119番通報し、救急隊に「彼女（A）を早く助けてあげてよ」と話していたことなどを挙げ「被告が被害者に話しかけたが無視され、衝動的に刺してしまった」と述べ、計画性を否定した。
Bは、Aの供述調書が読み上げられる間、時折笑みを浮かべていた。Aが負った傷について、検察官がモニターで説明していたところ男性裁判員が倒れ、別の裁判員が補充された。
なお公判では、Aが被害者参加制度を利用して意見陳述することが予定されており、初公判でも法廷と別室を映像と音声で繋いで証人尋問を受ける予定だったが中止され、Aは供述調書によりBへの厳罰を求めた。被害者参加制度の利用取りやめについては、PTSDの影響などがあったとみられている。

### 第2回公判
翌2月21日の第2回公判では、事件の目撃者らが証人として出廷した。そのうちの1人は「（犯人は）首回りを狙って、考えながら刺しているようにしか見えなかった。やみくもではなく、考えながら刺していた」と犯行の様子を証言した。
また現場から数m離れた位置にいた別の証人は「男性が女性を殴っているように見えた」が、近づくとBの手に刃物が見えたと言い「常軌を逸しているようで、野生の動物が獲物を仕留めているようだった」と述べた。また、Aが「なんで、なんで」と声を上げていたとも述べ、血だまりを見た証人が警察に通報したと述べた。その証人は、Bが刺すのをやめた様子について「もう刺すところがないのかなと思った」と説明した。またその証人は、一緒に目撃した知人が事件のショックから自殺を図ろうとしたことも述べ、目撃者らにも二次被害が及んだとして「残酷な事件だと思う」と証言した。
第2回公判の日の午後からは、Aの母親も出廷して証言した。母親は、Aには心身ともに傷が残り後遺症に苦しみ、泣いたり叫んだりしていることや、Aは懸命にリハビリに励んでいるが、傷や麻痺の残る口元を見るたび「こんな気持ち悪い顔になっちゃって。リハビリをやっても、こんなの治る気がしない」と悲しみに暮れていると述べた。さらにAの母親は「娘はこの事件で生き残ったが、死んでもおかしくなかった。私は殺人事件と考えている。犯人はそれぐらいひどいことをした。皆さんもそう感じてほしい」と意見を述べた。裂傷が数ミリずれて、太い血管を傷つけていたら、病院搬送が少しでも遅れていたら、出血多量で亡くなっていた。「犯人に苦しめられた。許せない気持ち。体と心の治療にどれだけかかるか分からない」。「犯人が刑務所から出てきたら、精神面の治療は一からやり直しになるかもしれない。今度こそAを殺しに来るかもしれない。娘が安心して、希望を持って生活できるような判決をお願いしたい」と約50分間、涙声で裁判所に厳罰を求めて訴えた。
この際に、Aの母親の姿がBや傍聴席からは見えないよう遮蔽するため衝立が設けられたため、母親とBが顔を合わせることはなかった。Bは視線を落とし、冷静な様子だった。
Bの弁護人はこの日、BがAに対し損害賠償として、200万円を支払う提案をしたことを明かした。

#### 第3回公判
翌2月22日の第3回公判では被告人質問が行われ、弁護側による被告人質問に対し、Bは犯行動機について「贈った本と腕時計を返送した理由を聞こうと思ったが、話を拒絶され、絶望や悲しみを感じて刺した」と述べた。また事件前の心情については「AさんのTwitterにコメントしても、僕だけ返信が来なかった」「プレゼントを送り返され、悲しみと怒りが湧いた」と述べた。事件の際にナイフを所持していた理由については「お守り。精神的な心の支えにするためだった」と述べた。しかし裁判長は被告人の回答は合理的な説明になっていないと一蹴し、判決では一定の計画性を持った犯行であるとした。
検察側による被告人質問では、BはAへの謝罪の言葉を口にする一方で、検察官の質問を鼻で笑いながら「（次の質問）どうぞ」と述べるなど挑発的な態度を取った。捜査段階で録音・録画された「殺すつもりだった」「首は急所だから刺した」「自分が100%悪いとは思わない。Aさんに被害者顔されたくはない」という発言の真意を尋ねられると「言った覚えはない」などと主張し、殺意や計画性を否定した。またAの弁護人から「捜査官から『謝罪する気はないがパフォーマンスとしては謝る』と話していると聞いている」と指摘されると、Bは「違う!」と声を荒らげた。また、Aに出会った時の印象については「思ったよりも小さくて可愛いと思った」と述べた。
翌2月23日、Aが意見陳述を行い、声を詰まらせながら「悔しくてたまらない。（Bは）反省していないと思う。普通に過ごすはずだった毎日を返してほしい。傷のない元の体を返してほしい。犯人が夢に出てきて、また私を殺そうとしてくるので、ほとんど眠ることもできません。頭がおかしくなるんじゃないかと思うくらい悔しくて、毎日気づけば泣いています」などと語った後、「犯人を野放しにしてはいけない」と述べると、Bは「じゃあ殺せよ！」と叫んだ。さらにAが「今度こそ私を殺しに来るかもしれない」と言うと、Bが「殺すわけがないだろう!」と連呼し、Bは退廷を命じられた。
その後、検察側は「常軌を逸した自己中心的な犯行」「類例を見ない悪質性、反社会性がある犯行で謝罪がパフォーマンスだったことは法廷での言動で証明された」などとしてBに懲役17年を求刑し、裁判は結審した。
2月27日、BはANNの取材に応じ、2月23日の公判で「殺すわけがないだろう!」と叫んだ理由について「感情が高ぶり、反論したくて耐えられなかった」「もう会いにいかないと安心させたかった」と述べた。また「本当は殺意を認めたくない」と主張した上で、懲役17年の求刑について「出所後の賠償のためには求刑が過剰すぎるが、死刑なら死刑でも良い」「判決では量刑よりも事実認定に注目したい」などと述べた。
2月28日、Bは懲役14年6か月の判決が言い渡され、Bは判決を不服として3月3日までに東京高等裁判所に控訴したが、3月29日に控訴を取り下げ、刑が確定した。
総評として、Bが裁判中にAに謝罪の発言をしたことに対しては、Aを含めて、検察官や裁判員らは一様に、Bは実際は反省していないとコメントし、反省どころか自身の犯行に満足しているようにすら感じられたと述べた。
なお東京地裁立川支部は、Bの氏名表記を「戸籍が変更になった」として途中で変更している。

## 批判・問題点
Bの危険性がわかっていながら事件を防げなかったことにより、過去のストーカー事件の教訓が活かされていないという旨の批判が相次いだ。

### ストーカー規制法の不備
逗子ストーカー殺人事件の反省から、2013年7月よりストーカー規制法による取り締まり対象に「連続した電子メール」が追加されており、実際に逮捕者も出た。しかしブログやTwitterといったSNSの書き込みは電子メールとの解釈はなされず、事実上は野放しとなっていた。
また、一部自治体（当時は18府県）の迷惑防止条例では、この事件の前からSNSでのストーカー行為は違法とされていた。しかし当時、事件の起きた東京都ではSNSでのストーカー行為を取り締まる条例は未制定であった。また世界的にはSNSでの嫌がらせや付きまとい行為もストーキングとみなされている。
警視庁の有識者検討会は事件前に、ストーカー規制法に「SNSを用いた付きまといも対象にすべきだ」との報告書をまとめていたが、法改正が間に合わなかった。事件後にSNSを対象外とした同法の規定が時代錯誤であるとして、マスメディアや専門家が一斉に批判した。
産経新聞は、同法における規制対象を包括的に「あらゆる通信手段」として、法の抜け道を塞ぐべきと主張した。
この事件を受け、政府与党である自民党と公明党は5月27日、第24回参議院議員通常選挙後の臨時国会にて、ストーカー規制法の規制対象をSNSにも拡大するととともに、ストーキング行為を非親告罪化する改正案を提出予定との方針を明らかにし、12月6日の衆議院本会議で全会一致で可決、罰則を強化した改正ストーカー規制法が成立した。

### 警察の不手際

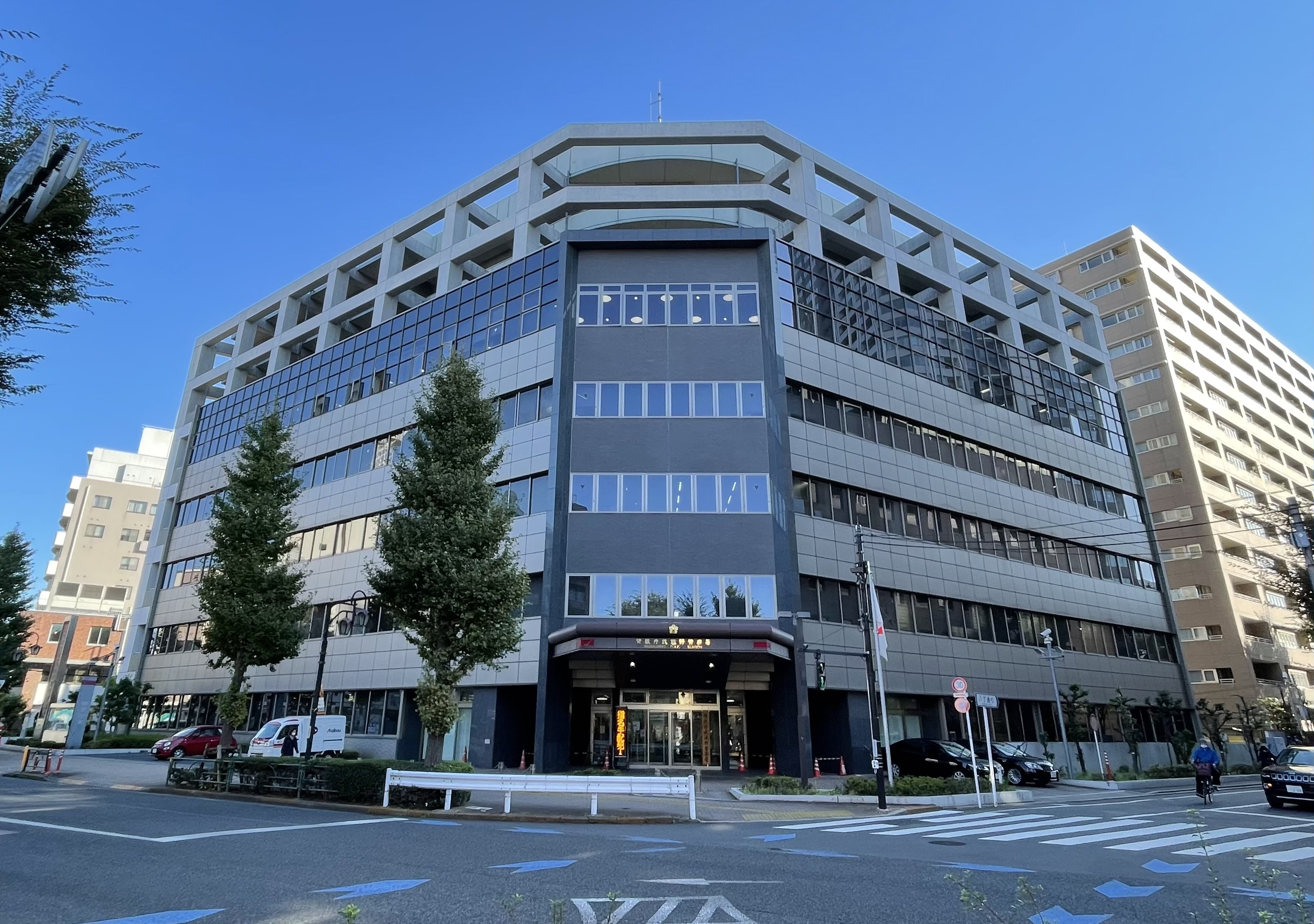
警視庁武蔵野警察署

#### 警察への批判
事件発生前よりAや家族から被害報告を受け、Bの異常行動を把握していながら適切な対処を取らず、事件を防げなかった警察に対しても批判が相次いだ。
警察が批判対象となった事柄は以下の通りである。
- Aから「殺されるかもしれない」と度々相談を受けたにもかからず、武蔵野警察署は「緊迫性は高くない」と判断し、ストーカー案件を取り扱う「人身安全関連事案総合対策本部」に報告しなかったこと[61][57]。
- Aからの相談を受け、Bがトラブルを起こす可能性を考慮し、武蔵野警察署はAの携帯電話番号を110番緊急通報登録システムに登録した。しかしAの自宅を事前に登録しており、事件発生時のAによる110番通報後、位置情報の確認を怠り、Aの自宅に警察官を派遣したこと[72][73][74]。
- Bが過去に他の女性に対し嫌がらせ行為をして、その相談を受けた際に被疑者登録を失念し、警察署間での情報共有ができていなかったこと[34]。

#### 警察の対応
金高雅仁警察庁長官はこれらの批判を受け、6月2日に「どんな場合でも被害者の身に迫る危険を正しく判断し、守るのが警察。教訓を全国的に共有し適切な対応を徹底する」と述べ、6月9日にはストーカー対策には警察本部と警察署などが一体となって対処することなどを指示した。
また警視庁は当事件について「早急な対応が必要だった」と述べ、相談を受けた結果「身体への危険が切迫していない」と判断した場合であっても専門部署に報告すべきとの方針を発表した。
警視庁は12月16日、Aとその家族に謝罪したことを明らかにするとともに、同日付で「安全を早急に確保する必要があると判断すべき事案だった」とする最終の検証結果を公表した。この警視庁の謝罪に対し、Aは同日に手記を公開し「殺されるかもしれないと何度も警察に伝えたにもかかわらず、危険性がないと判断されたのは今でも理解できません」などとして警察の対応への不信感を表明した。
こうした警察の対応について、ジャーナリストの清水潔は自らのTwitterアカウントで「桶川事件と同じ構図」であると述べて批判している。

#### 損害賠償請求訴訟
2019年7月9日、Aとその母親が、加害者B、警視庁を所管する東京都、所属していた芸能事務所を相手取り、計7,500万円の損害賠償請求訴訟を起こすと報じられた。AはPTSDの治療中であり、母親は提訴にあたり「どうして娘の相談が軽く扱われてしまったのか。娘が後遺症に苦しんでいる状態をどう思っているのか、裁判を通じて知りたい」と述べた。これを受け、警視庁の岩田康弘・生活安全総務課長は「警察で事前に相談を受けながら被害を防止できなかったことを重く受け止め、同種事案の再発防止に向け、組織一丸となって取り組んでおります」とコメントした。
翌7月10日、東京地方裁判所に提訴した後、Aは代理人弁護士と共に実名で記者会見を行った。代理人らによれば、本人が会見への出席を決めたのは直前で、自身の言葉で思いを伝えたかったこと、ストーカー被害がなくなることを望んだことが理由であるという。会見ではAが自ら「テレビやネットのニュースで私の事件を知り、心配し、心から生きることを願ってくださった方々に感謝を伝えたいと思います。ありがとうございました」と綴った手記の冒頭を読み上げ、一礼した。
2025年7月28日、被害者A側と東京都との間で和解が成立し、所属事務所との間でも和解が成立したと報じられた。同日、加害者Bとの損害賠償請求訴訟で東京地方裁判所は請求通りの賠償金の支払いを加害者Bに命じる判決を言い渡した。

## 模倣事件
- 2016年5月30日、49歳の男性が、Twitterの「死神」という名のアカウントで、AV女優の葵つかさに対し「小金井の二の舞になりたいか？夜中1人で外を歩く時は気をつけて」等とツイートし、脅したとして脅迫容疑で同年6月に逮捕された[84][85][86]。

- 大阪市内で芸能活動を行っていた20歳の女性を「しばく」などとインターネット上で脅迫した、自称ファンの40代の男が逮捕。書き込みなどがストーカー規制法のつきまとい行為に当たるとして、大阪府警察は男に対し警告書を交付した[87][88]。